# 최무성
최무성(1968년 1월 12일~)은 대한민국의 배우이다.

## 학력
- 경기고등학교
- 도쿄 비주얼 아트

## 연기 활동

### 드라마
- 2006년 SBS 대하드라마 《연개소문》 ... 청년 장손무기 역
- 2011년 KBS2 수목드라마 《공주의 남자》 ... 함귀 역
- 2011년 JTBC 일일시트콤 《청담동 살아요》 ... 최무성 역
- 2012년 KBS2 단막극 《KBS 드라마 스페셜 - 상권이》 ... 정호 역
- 2013년 JTBC 미니시리즈 《무정도시》 ... 문덕배 역
- 2013년 MBC 월화드라마 《기황후》 ... 박불화 역
- 2014년 KBS2 단막극 《KBS 드라마 스페셜 - 18세》 ... 코치 역
- 2015년 tvN 금토드라마 《하트 투 하트》 ... 안집사 역
- 2015년 JTBC 특별기획 《송곳》
- 2015년 tvN 금토드라마 《응답하라 1988》 ... 최무성 역
- 2016년 KBS2 수목드라마 《함부로 애틋하게》 ... 장정식 역
- 2016년 JTBC 금토드라마 《이번주, 아내가 바람을 핍니다》 ... 흥신소 사장 역
- 2016년 MBC 수목드라마 《역도요정 김복주》 ... 윤덕만 역
- 2017년 MBC 월화드라마 《역적 : 백성을 훔친 도적》 ... 성종 역
- 2017년 MBC 월화드라마 《파수꾼》 ... 윤승로 역
- 2017년 JTBC 웹 드라마 《알 수도 있는 사람》
- 2017년 tvN 수목드라마 《슬기로운 감빵생활》 ... 장기수 / 김민철 역
- 2018년 tvN 토일드라마 《미스터 션샤인》 ... 장승구 역
- 2019년 JTBC 월화드라마 《눈이 부시게》 ... 계란 장수 역(특별출연)
- 2019년 SBS 금토드라마 《녹두꽃》 ... 전봉준 역
- 2020년 tvN 목요드라마 《슬기로운 의사생활》 ... 최무성 역(특별출연)
- 2020년 MBC 수목드라마 《꼰대인턴》 ... 팽호준 역
- 2020년 tvN 토일드라마 《비밀의 숲 2》 ... 우태하 역
- 2021년 SBS 월화드라마 《조선구마사》 ... 막치 역
- 2022년 JTBC 수목드라마 《인사이더》... 송두철 역
- 2022년 Netflix 오리지널 드라마 《모범가족》 … 황용수 역
- 2023년 MBC 금토드라마 《조선변호사》 ... 추영우 역
- 2023년 JTBC 수목드라마 《나쁜 엄마》 ... 송우벽 역
- 2023년 MBC 금토드라마 《연인》 … 구양천 역
- 2023년 SBS 금토드라마 《소방서 옆 경찰서 그리고 국과수》 ... 석문구 역 (특별출연)
- 2023년 JTBC 수목드라마 《힙(HIP)하게》 ... 윤덕현 역
- 2023년 ENA 수목드라마 《모래에도 꽃이 핀다》 … 김태백 역
- 2024년 ENA 월화드라마 《유어 아너》 … 정이화 역
- 2024년 JTBC 수목드라마 《조립식 가족》 … 김대욱 역
- 2025년 KBS2 수목드라마 《24시 헬스클럽》 ... 동한철 역
- 2025년 MBC 금토드라마 《노무사 노무진》 ... 김명안 역 (특별출연)

### 영화
- 2006년 《강적》 ... 박 반장 역
- 2006년 《음란서생》 ... 업자 1 역
- 2007년 《살결》 ... 민우 형 역
- 2007년 《열세살, 수아》 ... 영표 역
- 2007년 《세븐 데이즈》 ... 정철진 역
- 2008년 《아름답다》 ... 김 형사 역
- 2008년 《사람을 찾습니다》 ... 원영 역
- 2008년 《사과》 ... 한수 역
- 2009년 《10억》 ... 김 형사 역
- 2010년 《악마를 보았다》 ... 태주 역
- 2010년 《방자전》 ... 광천 역
- 2010년 《베스트셀러》 ... 중년 1 역
- 2011년 《조선명탐정: 각시투구꽃의 비밀》 ... 의금부도사 역
- 2011년 《꼭 껴안고 눈물 핑》 ... 감독 역
- 2011년 《시선 너머》 ... 준영아빠 역
- 2011년 《이빨 두 개》
- 2011년 《풍산개》 ... 팀장 역
- 2012년 《청포도 사탕: 17년 전의 약속》 ... 김 과장 역(우정출연)
- 2012년 《가족시네마》 ... 남편 역
- 2013년 《베를린》 ... 강민호 역
- 2013년 《연애의 온도》 ... 김 과장 역
- 2014년 《관능의 법칙》 ... 이성욱 역
- 2014년 《조난자들》 ... 경찰 역
- 2014년 《조선명탐정: 사라진 놉의 딸》 ... 두목 역
- 2014년 《소월길》
- 2015년 《순수의 시대》 ... 조영규 역
- 2015년 《여자 전쟁: 도기의 난》 ... 도기 역
- 2016년 《설행 눈길을 걷다》 ... 베드로 역
- 2016년 《4등》 ... 영훈 역
- 2016년 《송곳니》
- 2017년 《걱정말아요》 ... 밴츠남 역
- 2017년 《미옥》 ... 김 회장 역
- 2017년 《7호실》 ... 중고차 매매상 역
- 2018년 《1급기밀》 ... 천현석 장군 역
- 2018년 《살아남은 아이》 ... 진 사장 역
- 2019년 《항거: 유관순 이야기》 ... 유중권 역
- 2019년 《롱 리브 더 킹: 목포 영웅》 ... 황보윤 역
- 2019년 《귀신의 향기》 ... 특공대장 역(우정출연)
- 2019년 《아직 사랑하고 있습니까?》 ... 서귀포지점장 역 (우정출연)
- 2020년 《휴가》
- 2021년 《악인은 너무 많다 2: 제주 실종사건의 전말》 ... 관리인 역 (특별출연)
- 2022년 《뜨거운 피》 ... 용강 역
- 2022년 《배니싱:미제사건》 ... 전달책 역
- 2022년 《올빼미》 … 이형익 역
- 2022년 《탄생》 ... 김제준 역
- 2024년 《원더랜드》
- 2025년 《파과》 ... 장비 역

## 수상 및 후보
| 연도 | 시상식                         | 부문                           | 작품             | 결과 |
| ---- | ------------------------------ | ------------------------------ | ---------------- | ---- |
| 2016 | 제5회 아시아태평양 스타 어워즈 | 남자 연기상                    | 응답하라 1988    | 후보 |
| 2017 | 제4회 들꽃영화상               | 조연상                         | 설행 눈길을 걷다 | 수상 |
| 2019 | 제6회 들꽃영화상               | 남우주연상                     | 살아남은 아이    | 후보 |
| 2019 | 제24회 춘사영화제              | 남우주연상                     | 살아남은 아이    | 후보 |
| 2019 | 제28회 부일영화상              | 남우조연상                     | 살아남은 아이    | 후보 |
| 2019 | SBS 연기대상                   | 중편드라마부문 남자 우수연기상 | 녹두꽃           | 후보 |